# Jera (vlinder)
Jera is een geslacht van vlinders van de familie van de dikkopjes (Hesperiidae). Dit geslacht is voor het eerst wetenschappelijk beschreven door Arthur Ward Lindsey in een publicatie uit 1925.
Dit geslacht is monotypisch, dat wil zeggen dat het maar één soort heeft namelijk Jera tricuspidata (Mabille, 1902) uit Zuid-Amerika.